# Choi Jin-han
Choi Jin-han (Jinju, Corea del Sur; 22 de junio de 1961) es un exfutbolista y entrenador de fútbol de Corea del Sur que jugaba en la posición de centrocampista.

## Carrera

### Club
| Periodo   | Club                         |
| --------- | ---------------------------- |
| 1985–1991 | Lucky-Goldstar / LG Cheetahs |
| 1991–1992 | Yukong Elephants             |

### Selección nacional
Jugó para Corea del Sur en 11 partidos entre 1984 y 1987 sin anotar goles, y participó en la Copa Asiática 1984.

## Entrenador
| Periodo   | Club                |
| --------- | ------------------- |
| 1993–1999 | Kwandong University |
| 2011–2013 | Gyeongnam FC        |
| 2014–2015 | Bucheon FC 1995     |
| 2018      | Yanbian Beiguo      |

## Logros

### Jugador
Lucky-Goldstar Hwangso
- K League (2): 1985, 1990
- Campeonato nacional de fútbol coreano (1): 1988

### Entrenador
FC Seoul U-18
- Korean U-18 League (1): 2009

### Individual
- Premio al Mejor Jugador de la K League: 1990
- Equipo Ideal de la K League: 1988, 1990